# Blake Wheeler
Blake James Wheeler (* 31. srpen 1986 Plymouth) je americký profesionální hokejový pravý křídelník momentálně hrající kanadsko-americkou NHL za Winnipeg Jets. V roce 2004 si ho v draftu NHL vybrali hned v prvním kole, celkově jako pátého, klub Phoenix Coyotes.

## Hráčská kariéra
Jako dorostenec hrál nejprve za Wayzata Senior High School v rodném Plymouthu a po roce se přemístil do Breck School v nedalekém Golden Valley. Hrál zde i jako junior a v sezoně 2003-04 vyhrál bodování ve státě Minnesota se 45 góly a 55 asistencemi, celkově tedy 100 bodů. S týmem vyhrál Class A State Hockey Championship, ve finále vstřelil hattrick.
Další sezonu hrál juniorskou United States Hockey League za Green Bay Gamblers. V další sezoně odehrál 39 zápasů za University of Minnesota v NCAA, v jejímž dresu si po boku pozdějšího spoluhráče z Boston Bruins Phila Kessela připsal 23 bodů. Je známý pro svou vysokou rychlost a ohoromnou postavu a také schopnost pracovat s pukem ve velkých rychlostech.
V roce 2007 hrál za University of Minnesota ve finále divize WCHA. Zde si připsal hattrick v zápase proti Wisconsinská univerzita v Madisonu a vítězný gól ve vítězném zápase proti University of North Dakota. Gól odvysílala i sportovní stanice ESPN a hodně lidem připomínal vítězný gól finále NCAA v roce 1979, který vstřelil Neal Broten také proti University of North Dakota. Nakonec byl Wheeler vyhlášen nejužitečnějším hráčem turnaje o vítězství ve WCHA.
V sezoně 2007-08 díky zraněním Ryana Stoy a Mika Howa byl jmenován alternativním kapitánem University of Minnesota a ve 44 zápasech zaznamenal 35 bodů. Na konci sezony, 4 roky poté, co byl draftován týmem Phoenix Coyotes ještě neměl podepsanou smlouvu v NHL. I přes nabídku maximálního možného nováčkovského kontraktu se rozhodl, že s Coyotes nepodepíše a stane se neomezeně volným hráčem.

### Boston Bruins
1. července 2008 podepsal nováčkovský kontrakt s Boston Bruins. 7. října téhož roku byla oznámena startovní soupiska Bruins pro sezonu 2008-09 a nechyběl na ni ani Wheeler. 9. října, při svém debutu v NHL vstřelil také svůj první gól, do sítě brankáře Petera Budaje z Colorado Avalanche. 6. listopadu téhož roku už vstřelil svůj první hattrick v NHL a to do sítě Toronto Maple Leafs. Na Utkání mladých hvězd NHL v roce 2009 vstřelil 4 góly a byl vyhlášen nejužitečnějším hráčem zápasu.
Poté, co ho do oka trefil puk na jednom z tréninků před sezonou 2009-10 si na helmu přidal ochranný štítek jako to míval v juniorských letech.
18. února 2011 byl vyměněn s Markem Stuartem z Bostonu Bruins do Atlanty Thrashers za Borise Valábika a Riche Peverleyho.

## Ocenění
- Utkání mladých hvězd 2009
- Nejužitečnější hráč Utkání mladých hvězd 2009
- Nejužitečnější hráč finále WCHA v roce 2007

## Prvenství
- Debut v NHL – 9. října 2008 (Colorado Avalanche proti Boston Bruins)
- První gól v NHL – 9. října 2008 (Colorado Avalanche proti Boston Bruins, slovenskému brankáři Peteru Budajovi)
- První asistence v NHL – 1. listopadu 2008 (Boston Bruins proti Dallas Stars)
- První hattrick v NHL – 6. listopadu 2008 (Boston Bruins proti Toronto Maple Leafs)

## Klubová statistika
| Sezóna      | Klub                    | Soutěž      |       | Základní část | Základní část | Základní část | Základní část | Základní část |    | Play off | Play off | Play off | Play off | Play off |
| Sezóna      | Klub                    | Soutěž      | Z     | G             | A             | B             | TM            | Z             | G  | A        | B        | TM       |          |          |
| 2004–05     | Green Bay Gamblers      | USHL        | 58    | 19            | 28            | 47            | 43            | —             | —  | —        | —        | —        |          |          |
| 2005–06     | University of Minnesota | NCAA        | 39    | 9             | 14            | 23            | 41            | —             | —  | —        | —        | —        |          |          |
| 2006–07     | University of Minnesota | NCAA        | 44    | 18            | 20            | 38            | 42            | —             | —  | —        | —        | —        |          |          |
| 2007–08     | University of Minnesota | NCAA        | 44    | 15            | 20            | 35            | 72            | —             | —  | —        | —        | —        |          |          |
| 2008–09     | Boston Bruins           | NHL         | 81    | 21            | 24            | 45            | 46            | 8             | 0  | 0        | 0        | 0        |          |          |
| 2009–10     | Boston Bruins           | NHL         | 82    | 18            | 20            | 38            | 53            | 13            | 1  | 5        | 6        | 6        |          |          |
| 2010–11     | Boston Bruins           | NHL         | 58    | 11            | 16            | 27            | 32            | —             | —  | —        | —        | —        |          |          |
| 2010–11     | Atlanta Thrashers       | NHL         | 23    | 7             | 10            | 17            | 14            | —             | —  | —        | —        | —        |          |          |
| 2011–12     | Winnipeg Jets           | NHL         | 80    | 17            | 47            | 64            | 55            | —             | —  | —        | —        | —        |          |          |
| 2012–13     | EHC Red Bull München    | DEL         | 15    | 6             | 14            | 20            | 51            | —             | —  | —        | —        | —        |          |          |
| 2012–13     | Winnipeg Jets           | NHL         | 48    | 19            | 22            | 41            | 28            | —             | —  | —        | —        | —        |          |          |
| 2013–14     | Winnipeg Jets           | NHL         | 82    | 28            | 41            | 69            | 63            | —             | —  | —        | —        | —        |          |          |
| 2014–15     | Winnipeg Jets           | NHL         | 79    | 26            | 35            | 61            | 73            | 4             | 1  | 0        | 1        | 2        |          |          |
| 2015–16     | Winnipeg Jets           | NHL         | 82    | 26            | 52            | 78            | 49            | —             | —  | —        | —        | —        |          |          |
| 2016–17     | Winnipeg Jets           | NHL         | 82    | 26            | 48            | 74            | 47            | —             | —  | —        | —        | —        |          |          |
| 2017–18     | Winnipeg Jets           | NHL         | 81    | 23            | 68            | 91            | 52            | 17            | 3  | 18       | 21       | 10       |          |          |
| 2018–19     | Winnipeg Jets           | NHL         | 82    | 20            | 71            | 91            | 60            | 6             | 1  | 4        | 5        | 6        |          |          |
| 2019–20     | Winnipeg Jets           | NHL         | 71    | 22            | 43            | 65            | 37            | 4             | 0  | 1        | 1        | 5        |          |          |
| 2020–21     | Winnipeg Jets           | NHL         | 50    | 15            | 31            | 46            | 50            | 8             | 2  | 3        | 5        | 0        |          |          |
| 2021–22     | Winnipeg Jets           | NHL         | 65    | 17            | 43            | 60            | 36            | —             | —  | —        | —        | —        |          |          |
| 2022–23     | Winnipeg Jets           | NHL         | 72    | 16            | 39            | 55            | 46            | 5             | 2  | 4        | 6        | 0        |          |          |
| 2023–24     | New York Rangers        | NHL         | 54    | 9             | 12            | 21            | 23            | 1             | 0  | 0        | 0        | 2        |          |          |
| NHL celkově | NHL celkově             | NHL celkově | 1 172 | 321           | 622           | 943           | 764           | 66            | 10 | 35       | 45       | 31       |          |          |

## Reprezentace
| Rok                       | Tým                       | Soutěž                    | Z  | G | A | B | TM |
| ------------------------- | ------------------------- | ------------------------- | -- | - | - | - | -- |
| 2011                      | USA                       | MS                        | 7  | 2 | 3 | 5 | 6  |
| 2014                      | USA                       | ZOH                       | 6  | 0 | 1 | 1 | 2  |
| 2016                      | USA                       | SP                        | 3  | 0 | 1 | 1 | 0  |
| Seniorská kariéra celkově | Seniorská kariéra celkově | Seniorská kariéra celkově | 16 | 2 | 5 | 7 | 8  |